# Damiano Damiani
Damiano Damiani, född 23 juli 1922 i Pasiano di Pordenone, Friuli-Venezia Giulia, död 7 mars 2013 i Rom, var en italiensk filmregissör och manusförfattare.

## Utmärkelser
Damianis film Arturos ö vann Guldsnäckan vid Filmfestivalen i San Sebastián 1962.

## Filmografi i urval
- 1961 – Arturos ö (manus och regi)
- 1966 – För några smutsiga dollar (regi)
- 1971 – Polisen mot maffian (manus och regi)
- 1971 – Utredningen är avslutad, glöm fallet (manus och regi)
- 1975 – En åklagares död (manus, regi och roll)
- 1975 – Ett geni, två polare och en höna (manus och regi)
- 1977 – Du tar mig aldrig levande (manus och regi)
- 1977 – I morgon död? (manus och regi)
- 1982 – Huset som Gud glömde 2 (regi)
- 1984 – Bläckfisken (TV-serie) (regi)
- 1988 – Lenin: The Train (regi)
- 1995 – Sanningen eller livet! (manus)